# الجامعة الإسلامية الروسية
الجامعة الإسلامية الروسية هي أول جامعة إسلامية رسمية في روسيا. تأسست في عام 1998م في قازان ، تتارستان ، روسيا . تتكون الجامعة من ثلاثة أقسام (أصول الدين ، العلوم الإسلامية وإعداد حافظ) وأربعة أقسام (القانون الإنساني، الشريعة الإسلامية، أصول الدين الإسلامي، وعلم أصول اللغة). في عام 2008م، كان للجامعة حوالي 70 هيئة تدريس وأكثر من 400 طالب.
غيرتها الجامعة إلى المعهد الإسلامي في عام 2009م.

## الروابط
- اتحاد جامعات العالم الإسلامي

## روابط خارجية
- موقع الجامعة الإسلامية الروسية (باللغة الروسية)